# Exochus annulicrus
Exochus annulicrus là một loài tò vò trong họ Ichneumonidae.